# Kopernikus-Gymnasium Bargteheide
Das Kopernikus Gymnasium Bargteheide (ehemals Kreisgymnasium) ist ein im Jahre 1972 gegründetes Gymnasium in der Stadt Bargteheide im Kreis Stormarn (Metropolregion Hamburg in Schleswig-Holstein).
Die Schule ist ein überwiegend vierzügiges Gymnasium mit ungefähr 800 Schülern und etwa 60 Lehrkräften.

## Schule und pädagogische Leitlinien
Das Kopernikus Gymnasium versteht sich als eine Schule mit hoher fachlicher Qualität und einem vielfältigen Spektrum an schulischen und außerschulischen Angeboten für Kinder und Jugendliche.
Die Bildung von „starken Persönlichkeiten“ und einer individuellen Forderung und Förderung zählt zu den Grundprinzipien dieser Schule. Seit vielen Jahren führt das verbindliche Stärkungskonzept mit Präventions- und Projekttagen, der Alpentour, Schülercoaching, Schülerpaten und JIZt zu einem Schulalltag mit Sicherheit, hoher Schulbindung und einem anerkennenden Miteinander. Bei dem regelmäßig stattfindenden Feedbacktag gibt es für jeden einzelnen Lernenden individuelle Gespräche zu eigenen Stärken und Entwicklungspotentialen.

### Naturwissenschaftlicher / MINT Bereich
Das Kopernikus Gymnasium zählt zum Netzwerk Schülerforschungszentrum. Bereits ab der 5. Klasse kann der Wissenschaftsnachwuchs in den modernen Laboren des naturwissenschaftlichen Schultraktes unter Anleitung mehrerer Fachlehrkräfte entdecken und forschen. Wer sich für Naturwissenschaften interessiert kann sich ab der 5. Klasse in der eigens eingerichteten Forscherklasse anmelden. Durch die moderne Ausstattung des NaWi-Bereiches (Biologie, Physik, Chemie) zeichnet sich der Fachunterricht durch eine besondere Qualität aus. In der Klassenstufe 10 findet vor den Herbstferien ein naturwissenschaftliches Praktikum in Kooperation mit den Hamburger Universitäten statt. Das naturwissenschaftliche Profil in der Oberstufe wird traditionell mit Physik als Profilfach angeboten. Das Kopernikus Gymnasium gehört außerdem seit 2013 zum MINT-EC Netzwerk unter der Schirmherrschaft der Kultusministerkonferenz.

Fachraum Chemie

### Ästhetischer Bereich
Für die Bildung in den ästhetischen Fachrichtungen bietet das Kopernikus Gymnasium ebenfalls vielfältige Möglichkeiten. Die Kinder der Orientierungsstufe können am Instrumentalunterricht teilnehmen (Bläserbande) und ein Instrument erlernen oder zahlreiche AGs besuchen. Für viele Angehörige der Schulgemeinschaft ist klar, dass der Musiknovember der Höhepunkt des Schuljahres darstellt. Hierbei zeigen junge Talente während des gesamten Monats November in der großen Schulpause ihr Können auf der Bühne – vor der ganzen Schülerschaft: Tanz, Gesang, Instrumente, Bandauftritte und andere Vorstellungen.

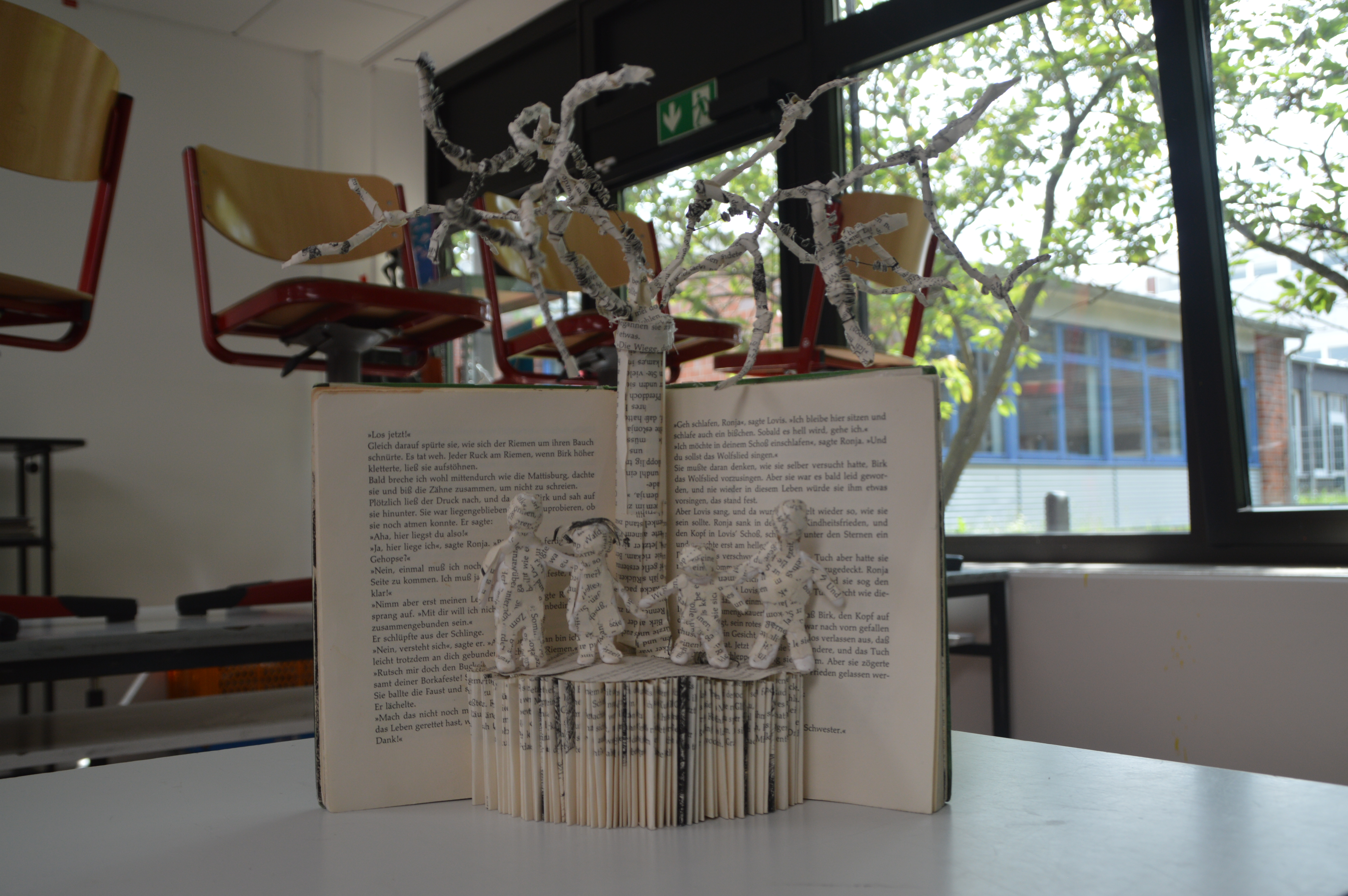
Schnappschuss Kunstraum

Die Produkte aus dem Kunstunterricht sind bereits vielfach prämiert worden und gleich mehrere Arbeiten und Projekte haben erfolgreich an Wettbewerben teilgenommen. Das Kopernikus Gymnasium ist auch die richtige Schule für Kinder und Jugendliche mit Lust auf Theater. Über das Schulfach „Darstellendes Spiel“ hinaus, gibt es in allen Stufen die Möglichkeit, an Theater AGs teilzunehmen. Das „English Theatre“ ist ein Alleinstellungsmerkmal für den Schulstandort und kann auf eine über 20-jährige Tradition zurückblicken.

### Gesellschaftswissenschaftlicher Bereich
Am Kopernikus Gymnasium finden regelmäßig Veranstaltungen, Exkursionen und politische Diskussionen statt. Im Zuge von Projekttagen wird so Demokratiebildung betrieben und der Austausch zu kontroversen Themenbereichen eingeübt. Hierzu trägt auch der regelmäßig durchgeführte Debattierwettbewerb Jugend debattiert bei. Das Kopernikus Gymnasium ist Mitglied des Schulnetzwerks Schule ohne Rassismus – Schule mit Courage.

### Sportlicher Bereich
Zahlreiche Schüler konnten sich in der Vergangenheit erfolgreich auf sportlichen Veranstaltungen behaupten. Regelmäßig nimmt das Kopernikus Gymnasium erfolgreich am Kieler Straßenlauf oder an „Jugend Trainiert für Olympia“ teil. Die breite Palette an Sportarten im regulären Unterricht wird durch spannende schulische Sporthöhepunkte ergänzt. Dazu zählen das Volleyballturnier der Oberstufe, des Kegelvölkerballturnier oder das Fußballturnier. Ein besonderes Ereignis ist, ähnlich den schottischen Highland Games, das Kopernikus-Event „Barg der Hühne / Bargte die Heldin“.

### Sprachlicher Bereich und Schulpatenschaften
In den letzten Jahren hat sich das Kopernikus Gymnasium vor allem auch bei den Fremdsprachen weiterentwickelt. Die jungen Kopernikaner können verschiedene Fremdsprachen erlernen (Spanisch, Latein, Französisch, Englisch). Schulpartnerschaften ermöglichen intensive interkulturelle Begegnungen, zum Beispiel der Spanischaustausch mit der Schule Francisco Giner de los Ríos in Alcobendas (20 Minuten entfernt vom Stadtzentrum Madrids) beziehungsweise der Deutschen Schule Montevideo (Uruguay) oder das französische Austauschprogramm „Brigitte-Sauzay“. Im Lateinunterricht kann man bekanntlich keine klassische Austauschreise ins Zielland der Sprache unternehmen. Dafür wird den Schülern der Mittelstufe eine Sprachreise Latein nach Trier (Augusta Treverorum) – der ältesten Stadt Deutschlands angeboten.
Die Erfolge des Fremdsprachenlernens können die Schüler des Kopernikus Gymnasiums durch den Erwerb verschiedener international anerkannter Zertifikate sichtbar machen, darunter DELF (französisch) oder TOEFL (englisch). Die Schule nimmt außerdem seit mehreren Jahren am englischsprachigen Go-4-Goal-Wettbewerb teil.
Seit 1997 engagiert sich die Schulgemeinschaft des Kopernikus Gymnasiums unter der Leitung und Organisation des Tansania-Förderverein e.V. für die Ngarenanyuki High School in Tansania. Im Rahmen dieser Schulpartnerschaft konnten sich Schülerinnen und Schüler beider Kontinente bereits sowohl in Bargteheide als auch in Ngarenanyuki treffen. Durch Spenden wurden bereits viele Projekte in Tansania realisiert, so zum Beispiel der Neubau der Schlafhäuser für die Internatsschüler oder die verbesserte Einrichtung der Fachräume.

### Bilingualer Unterricht
Fremdsprachen lernen sich am besten, wenn man es gar nicht bemerkt – nach diesem Motto verfährt der bilinguale Unterricht am Kopernikus Gymnasium. Ab der Klassenstufe 6 bis zur 12. Klasse (einschließlich Abiturprüfung) können die Lernenden am bilingualen Unterricht im Fach Geographie teilnehmen. Der vollständig am Schulcurriculum ausgerichtete Geographieunterricht, basierend auf einem Bili-Unterrichtslehrwerk, findet überwiegend und später ausschließlich in englischer Sprache statt.

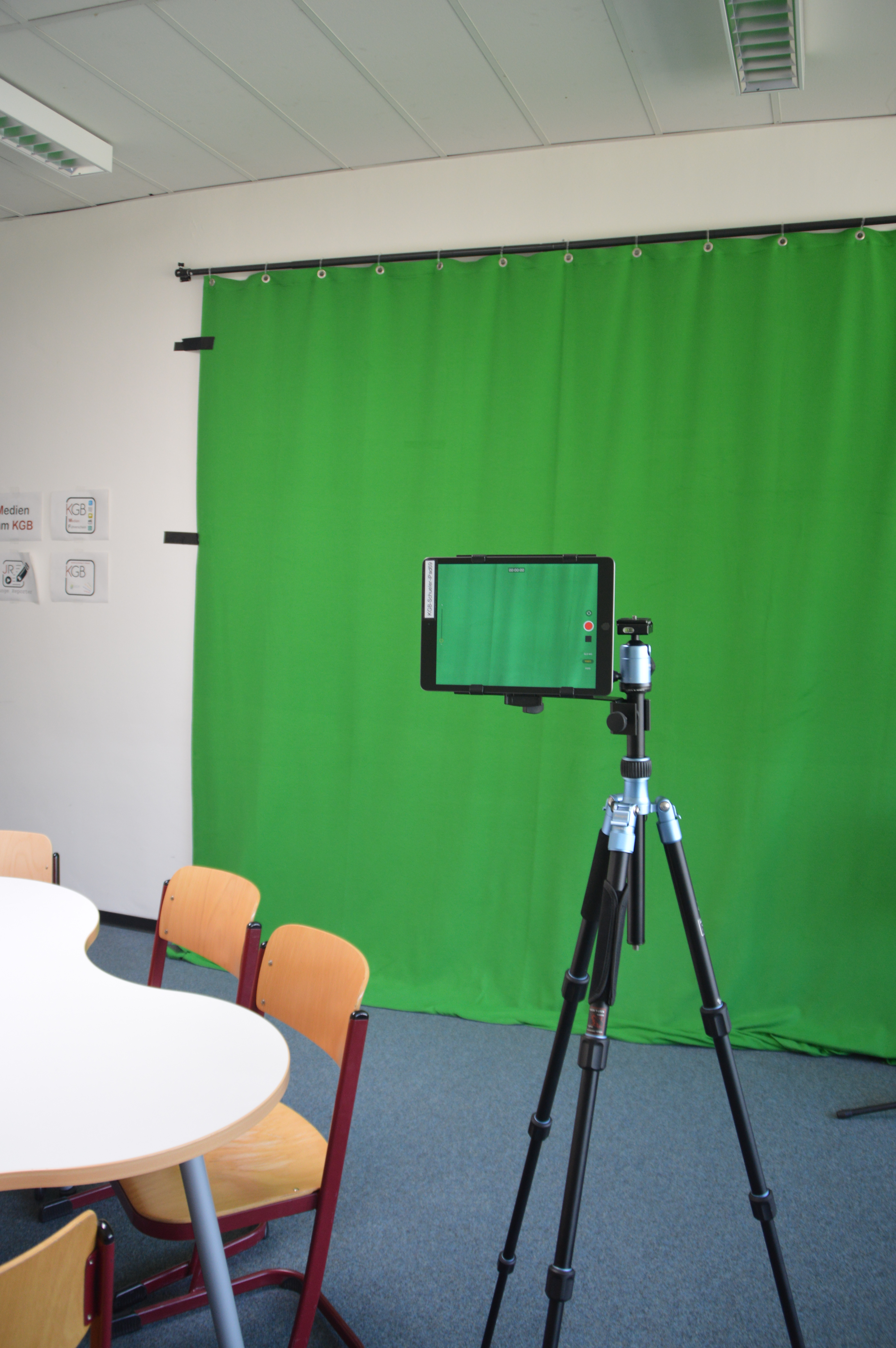
Medienraum mit Greenscreen

### Medienbildung und Methoden
Alle Klassen- und Fachräume am Kopernikus Gymnasium sind mit Projektoren (Beamer), Whiteboard und Soundsystem ausgestattet. Dies gewährleistet ein umfangreiches mediales und methodisches Ausrichten des didaktischen Prozesses an unterschiedliche Lerngruppen und Unterrichtsinhalte. Über die in den Fachcurricula verankerten medialen Schwerpunkte lernen die Schülerinnen und Schüler anhand des Medienkonzeptes aufsteigend nach Klassenstufen verschiedene Bausteine, darunter Präsentationstechniken oder Sound- und Videoaufnahmen. Das schulische Methodencurriculum stellt sicher, dass alle Klassen verschiedene Lern- und Arbeitstechniken vermittelt bekommen. Jede Klasse wählt zu Beginn des Schuljahres Medienmanager, die sich in besonderem Maße in die Funktionsweise der Geräte und Technik einarbeiten und später im Medienteam der Schule aktiv werden können.
Für digitales Lernen verfügt die Schule über zwei PC-Räume und mehrere mobile Laptop- und iPad-Wagen. Im Medienraum können mit Greenscreen und Aufnahmetechnik Erklär- oder Lernvideos, Podcasts oder E-Books produziert werden.

### Bildung für nachhaltige Entwicklung
Schulen haben eine hohe Bedeutung für nachhaltiges Handeln auf unserer Erde. Im Fachunterricht verschiedener Fächer sind Themen wie Klimawandel, Umweltschutz oder Nachhaltigkeit fest verankert. Das Kopernikus Gymnasium verfügt über eine eigene Wetterstation zur Aufzeichnung und Beobachtung von Wetterdaten. Die Schule engagiert sich als Klimabotschafter und nimmt regelmäßig an Umweltaktionen teil, zum Beispiel der Europäischen Müllvermeidungswoche, 50-50 oder Stadtradeln. Außerdem ist die Schule seit mehreren Jahren mit Lerngruppen bei der jährlich stattfindenden Klimawoche Wasser.Wetter.Waterkant in Hamburg vertreten und wurde bereits für die Teilnahme am bundesweiten Wettbewerb Energiesparmeister 2021 ausgezeichnet.

## Prominente Schüler
- Detlev Buck (* 1962), deutscher Filmregisseur, Schauspieler, Drehbuchautor, Filmproduzent
- Katharina Fegebank (* 1977), 2. Bürgermeisterin Hamburgs, Senatorin für Wissenschaft, Forschung, Gleichstellung, Politikerin der Partei Bündnis 90/Die Grünen
- Claus Christian Claussen (* 1961), Mitglied des Landtages in Schleswig-Holstein, Justizminister Schleswig-Holstein, Jurist, Politiker der Partei CDU
- Henning Görtz (* 1966), Bürgermeister Bargteheide (2008–2016), Landrat des Kreises Stormarn (seit 2016)
- Béla Meinberg (* 1995), Jazzmusiker (Piano)